# Slot (aviação)
Slot aeroportuário, faixa horária  ou simplesmente slot, é um termo usado na aviação para se referir ao direito de pousar ou decolar em aeroportos congestionados. Como unidade, um slot equivale a uma vaga que permite ao seu titular marcar um pouso ou uma decolagem em um intervalo de tempo pré determinado. Já o Sistema de Alocação de Slots ou Coordenação de Slots é uma política internacional de planejamento e controle das operações de pouso e decolagens em aeroportos saturados. O direito à titularidade de um slot ou série de slots é concedido pelo órgão regulador às companhias aéreas de acordo com a disponibilidade e capacidade do aeroporto, atendendo aos princípios de transparência, da imparcialidade e da não discriminação.
Em controle de tráfego aéreo, slot pode ainda se tratar do controle de intervalos de tempo em espaço aéreo congestionado. Neste caso, cada slot é válido para cada voo em particular em intervalos específicos de quinze minutos. Na Europa esse controle é feito pela Eurocontrol (Organização Europeia para a Segurança da Navegação Aérea) e no Brasil pela ANAC (Agência Nacional de Aviação Civil).
Se uma companhia aérea não utilizar uma atribuição de faixas horárias (normalmente 80% de utilização durante seis meses), pode perder os direitos. Assim, as companhias aéreas  operam "voos fantasmas" ou voos vazios para preservar a atribuição de slots, desperdiçando enormes quantidades de combustível e aumentando a poluição  do planeta.

## Coordenação de slot
A coordenação de slots faz parte de uma política adotada em todo o mundo no gerenciamento de aeroportos que esgotaram seu limite de capacidade, seja capacidade de pista ou do terminal de passageiros. O principal objetivo desta política é usar da infraestrutura aeroportuária disponível em sua totalidade de modo a beneficiar o maior número possível de usuários, ou seja, garantir o máximo de eficiência nas operações do aeroporto. A entidade internacional que dá as diretrizes deste sistema é a IATA (Associação Internacional de Transportes Aéreos) no manual conhecido como WSG - Worldwide Slot Guidelines (Diretrizes Mundias de Slot). O Manual WSG da IATA classifica os aeroportos em três níveis: Nível 3 (aeroporto coordenado); Nível 2 (aeroporto facilitado); e Nível 1 (aeroporto não coordenado).

### Aeroporto coordenado
O aeroporto classificado no nível 3 da IATA é aquele que esgotou totalmente a capacidade das pistas de pousos e decolagens, do pátio de aeronaves ou do terminal de passageiros, além de o aumento da capacidade nos componentes do aeroporto a curto prazo ser altamente improvável. Neste nível, as companhias aéreas e a administração do aeroporto não conseguem sozinhas coordenar eficientemente as operações no aeroporto. Então, faz-se necessária a nomeação pelo governo de um coordenador que seja independente do administrador do aeroporto para manter a eficiência e o equilíbrio entre o número de voos ofertados com a infraestrutura aeroportuária disponível.

### Aeroporto facilitado
O aeroporto classificado no nível 2 da IATA é o que possuem a real possibilidade de esgotamento da capacidade das pistas de pousos e decolagens, do pátio de aeronaves ou do terminal de passageiros apenas em determinados horários do dia ou em determinados períodos do ano. Neste nível, cabe ao administrador do aeroporto nomear um facilitador para atuação na coordenação dos slots nas sazonalidades de congestionamento do aeroporto.

### Aeroporto não coordenado
Um aeroporto no nível 1 da IATA é aquele em que capacidade e a infraestrutura aeroportuária são adequados para atender demanda dos usuários. As companhias aéreas, os agentes de pátio e o administrador do aeroporto conseguem coordenar sozinhos as operações no aeroporto, mantendo a eficiência na rotina do aeroporto.

## Conferência Internacional de Slot
A Conferência Internacional de Slot é um evento de trabalho organizado pela IATA onde é promovido o encontro entre coordenadores de slots e companhias aéreas de todo o mundo. A finalidade dessa conferência é fazer com que haja consenso entre os envolvidos e também facilitar ajustes necessários na alocação dos slots em conformidade com as limitações de capacidade dos aeroportos.
Seguindo o ciclo das alocações de slots definido no manual WSG da IATA, as conferências acontecem duas vezes ao ano, em junho e em novembro, uma para cada temporada:
- Em junho, são revistas as alocações de slots para a temporada Winter (inverno), que começa no final do mês de outubro e termina no final de março.
- Em novembro, são revistas as alocações de slots para a temporada Summer (verão), que começa no final mês de março e termina no final de outubro.

## Regulacão de slot no Brasil
Seguindo a metodologia internacional, o órgão incumbido de regular as operações nos aeroportos com controle de slots no Brasil é a ANAC - Agência Nacional de Aviação Civil - através da coordenadoria de slots, ligada à Superintendência de Acompanhamento de Serviços Aéreos. Os principais regulamentos que tratam dos slots aeroportuários são a Resolução Nº336/2014 e a Resolução Nº338/2014 da ANAC, sendo a primeira exclusiva para o Aeroporto de Congonhas, em São Paulo, e a segunda para os demais aeroportos no Brasil. Na regulação brasileira dos slots, a ANAC usa as mesmas classificações da IATA em seus três níveis, porém acrescentando uma quarta classificação denominada Aeroportos de Interesse.

### Aeroporto de interesse
Além das três classificações dadas ao aeroportos pela IATA no controle de slots, a ANAC, no Brasil, acrescenta uma quarta categoria chamada de aeroportos de interesse. Essa classificação está disposta na Resolução Nº338/2014 da ANAC, e é atribuída simplesmente àqueles considerados relevantes para a aviação civil no país.